# Kaple svatého Ducha (Liběchov)
Římskokatolická kaple svatého Ducha, Božího Hrobu a svatého Kříže (místně též Horní kostel či Kostelíček) je raně barokní sakrální stavba, stojící na vrchu nad Liběchovem v okrese Mělník. Od 31. prosince 1966 je kaple chráněnou kulturní památkou.
Jedná se o staré poutní místo, jehož hlavní přístupová cesta je lemována čtrnácti výklenkovými kaplemi křížové cesty, které ji propojují s farním kostelem svatého Havla.

## Historie
Výstavbu kaple na viničném vrchu nad Liběchovem inicioval tehdejší majitel liběchovského panství, pan Karel Hyacint, hrabě Villani de Castolo Pilonico. Stavba, zaujímající dominantní polohu v krajině, byla dokončena roku 1654. Kromě vlastního sakrálního prostoru se v kapli nachází též krypta, ve které byl hrabě Villani roku 1656 sám pohřben. Renovace kaple proběhla v roce 1730, díky panu hraběti Janu Jáchymovi Pachtovi. Nový pán liběchovského panství Jakub Veith v roce 1823 nechal ke kapli přistavit věž, do níž byly umístěny zvony z původní dřevěné zvonice, stojící na svahu před kaplí.
Zatím poslední oprava exteriéru i interiéru kaple proběhla v roce 1928, kterou financoval nový majitel panství, pan František Homolka, následně byla kaple 9. června 1929 znovu vysvěcena.
V noci z 13. na 14. dubna 1966 vyhořela věž kaple v důsledku úderu blesku. Oprava věže a střechy se uskutečnila v letech 1968-69.
Roku 1973 byly z krypty nedůstojně přeneseny ostatky rodiny Veithů do neoznačených hrobů na liběchovském hřbitově. V roce 2016 Spolek pro záchranu kostelíčka Liběchov sobě hroby na liběchovském hřbitově identifikoval, opravil, ostatky ošetřil a pro zachování historické paměti pořídil a instaloval památník.
Ačkoli se město Liběchov snažilo kostel zakoupit od vlastníka Národního muzea již od roku 2011, nebyla pro malou angažovanost tato jednání úspěšná. Město se pak pokoušelo dále kostel zakoupit do svého vlastnictví, se záměrem zde vybudovat multifunkční komunitní centrum. Katolická církev kostel zakoupit chtěla v 90. letech, avšak neměla na koupi peníze. V reakci na neustále se zvyšující počty pravoslavných věřících hledá česká pravoslavná církev objekty, které by mohla využívat. V reakci na místní dojíždějící pravoslavné věřící do chrámů na Mělníku a v Roudnici nad Labem se v roce 2018 rozhodla Pravoslavná církev kostel zakoupit. Pražské arcibiskupství, pod které oblast církevně náleží, pověřilo mitroforního protojereje Miroslava Šantina, faráře při kostele sv. Josefa v Roudnici, žijícího v Liběchově, aby jménem církve ve věci zakoupení kostela jednal s Národním muzeem. Pravoslavná církev s muzeem podepsala kupní smlouvu za 400 000 Kč, přičemž odhadní cena kostela byla 330 000 Kč. Podle vyjádření muzea byl důležitým aspektem pro prodej příslib rekonstrukce a využívání k bohoslužebným i kulturním účelům. Po vlně nevole a vysokého nátlaku v malé obci vůči církvi, kterou prodej kostela vyvolal odstoupili pravoslavní od kupní smlouvy. Muzeum uvedlo, že může majetek ve vlastnictví prodávat komu chce a jednostrannému vypovězení ze strany církve se zpočátku bránilo. Následně však výpověď smlouvy ze strany církve potvrdilo. Město Liběchov nakonec nabídlo vyšší částku (420 000 Kč), než byla ochotna zaplatit církev a kostel získalo do svého užívání jako komunitní centrum.

## Současnost
V roce 2011 proběhlo v kapli a okolí mezioborové setkání umělců, přírodovědců a architektů pořádané studenty Janem Trejbalem a Markem Přikrylem z kterého vznikla publikace s názvem Resuscitace místa – kaple Liběchov. Akce měla také ohlas v médiích a publikacích.
Od roku 2019 jsou kaple a přilehlé pozemky v majetku města Liběchov, které shání prostředky na její opravu. Přislíbena je finanční účast Ministerstva kultury.
V roce 2023 se kaple nachází v neopraveném stavu, od doby, kdy se jej snažila zakoupit pravoslavná církev, byl spolkem, coby novým vlastníkem obehnán plotem, neboť hrozilo nebezpečí pádu omítky. Opravy se kaple k roku 2023 stále nedočkala.
Teprve v roce 2024 bylo kolem kaple postaveno lešení a byla sňata stávající střešní krytina. V březnu 2024 započaly práce na výměně krovu.

## Patrocinium
- Duch svatý, liturgická oslava: o Letnicích;
- Boží hrob, poutní bohoslužby konány o Velikonocích
- Svatý Kříž, církevní svátek Povýšení svatého Kříže 14. září

Dne 10. dubna 2021 se uskutečnila on-line schůzka vedení města Liběchov a zástupců spolku Liběchov sobě. Jejím cílem bylo najít správné označení pro horní kostel, které by bylo podloženo historickými prameny. Do roku 2021 se totiž střídavě užívalo označení kostel nebo kaple a v názvu se objevovala zasvěcení sv. Duchu, Božímu hrobu (sv. Hrobu) a sv. Kříži. Spolek ve spolupráci s historikem umění Vítězslavem Štajnochrem vyhledal doklady o proměnách názvu památky. Správný a úplný název kaple zní kaple sv. Ducha, Božího hrobu a sv. Kříže.

## Galerie

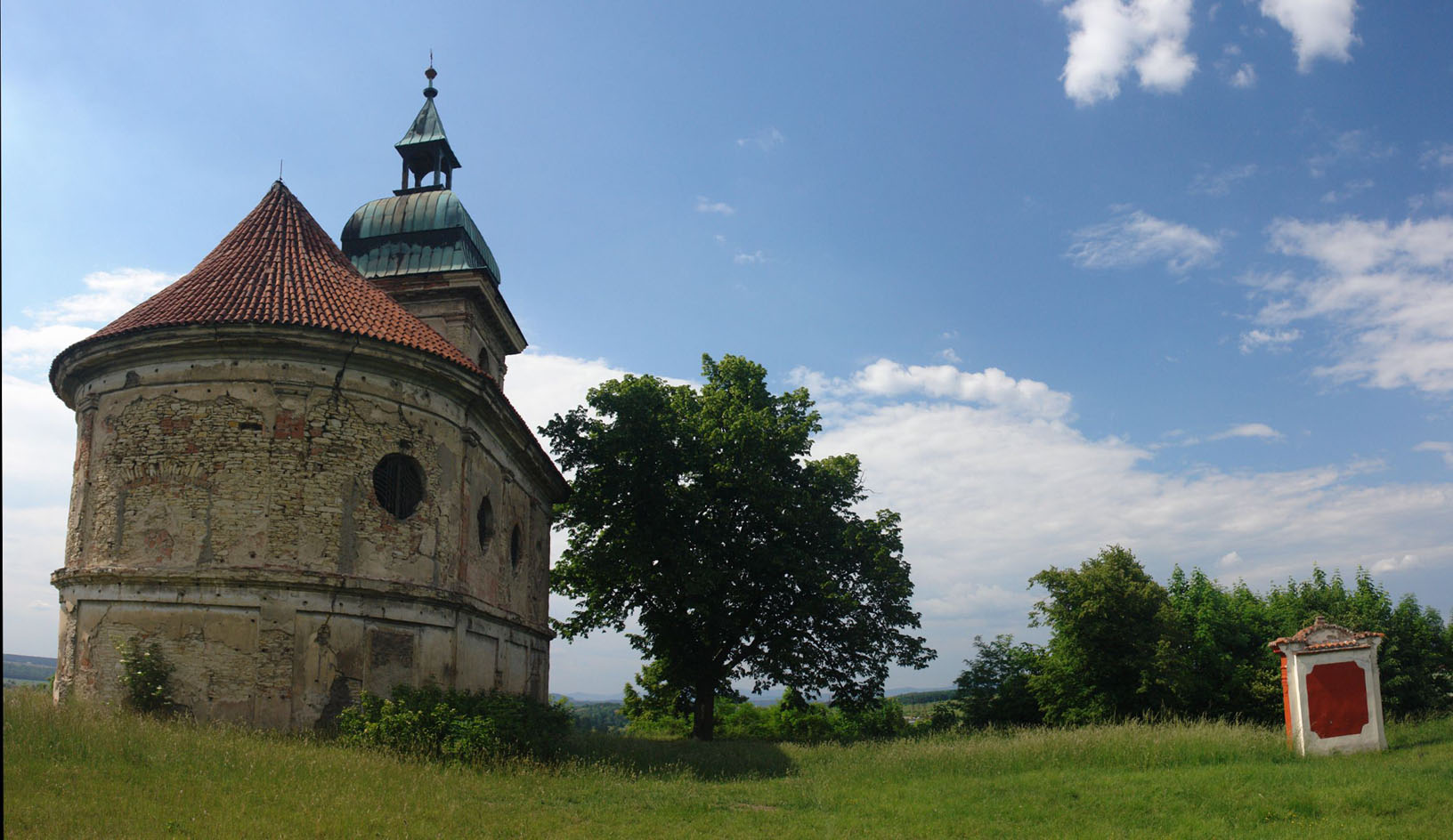
Závěr kaple, vpravo 14. zastavení Křížové cesty
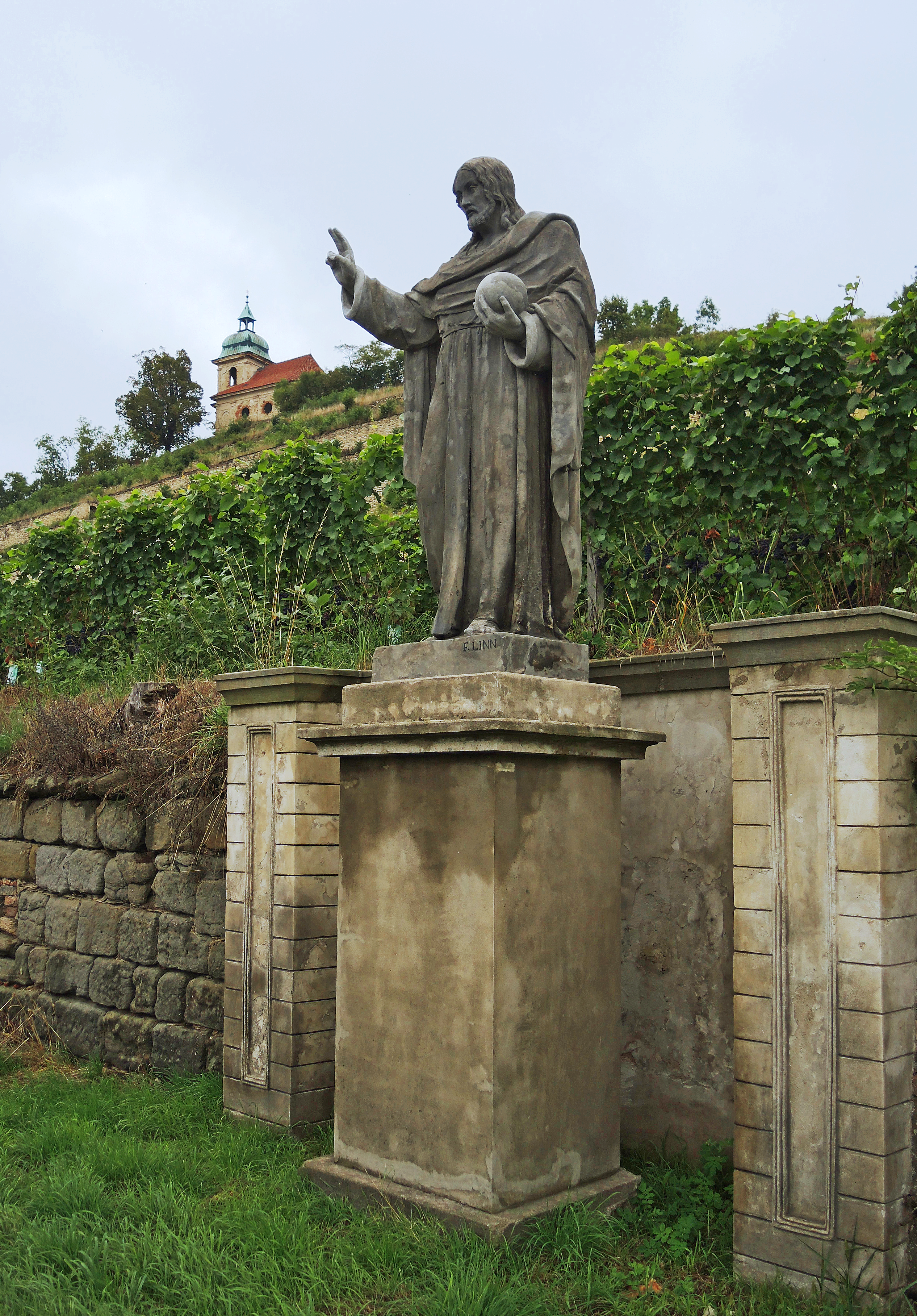
Socha Krista Spasitele pod Kostelním vrchem
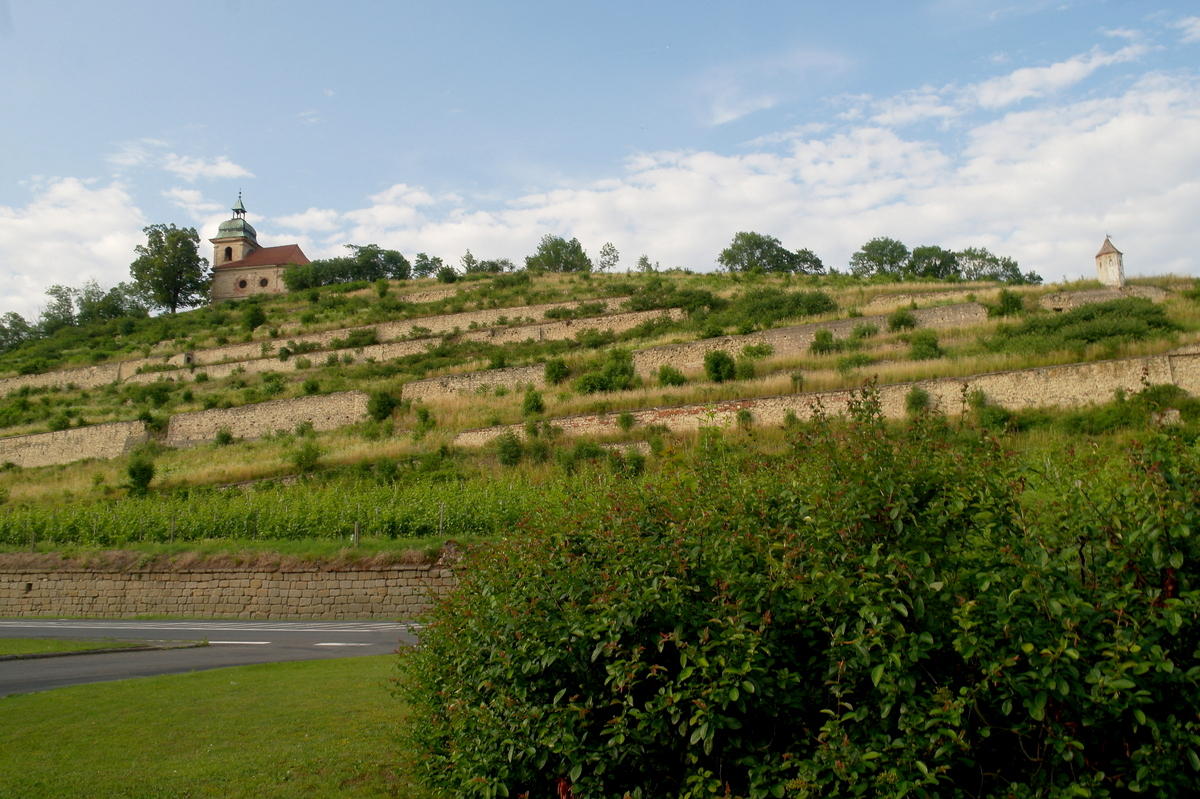
Terasovité vinice na úbočí Kostelního vrchu
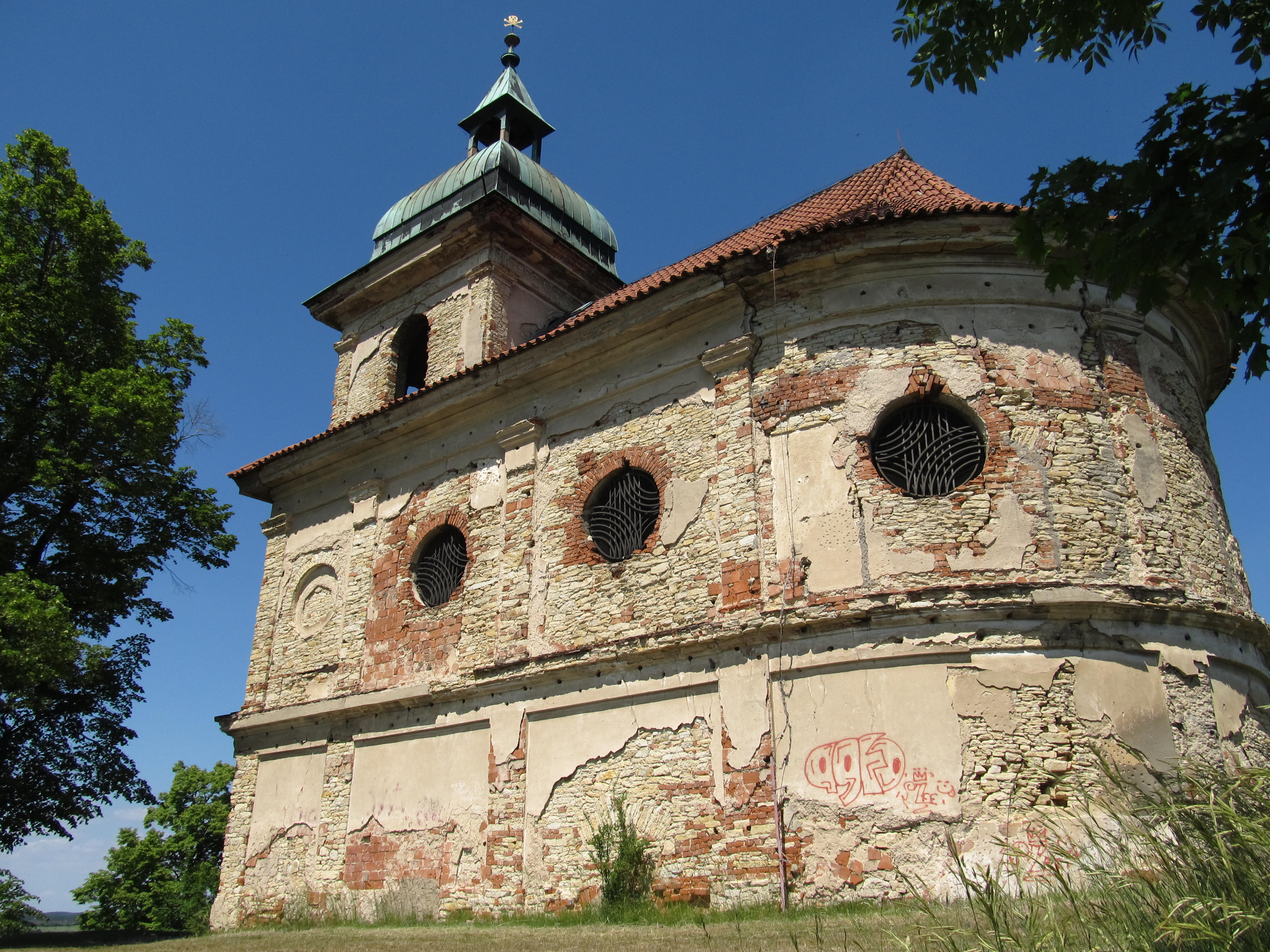
Kaple sv. Ducha
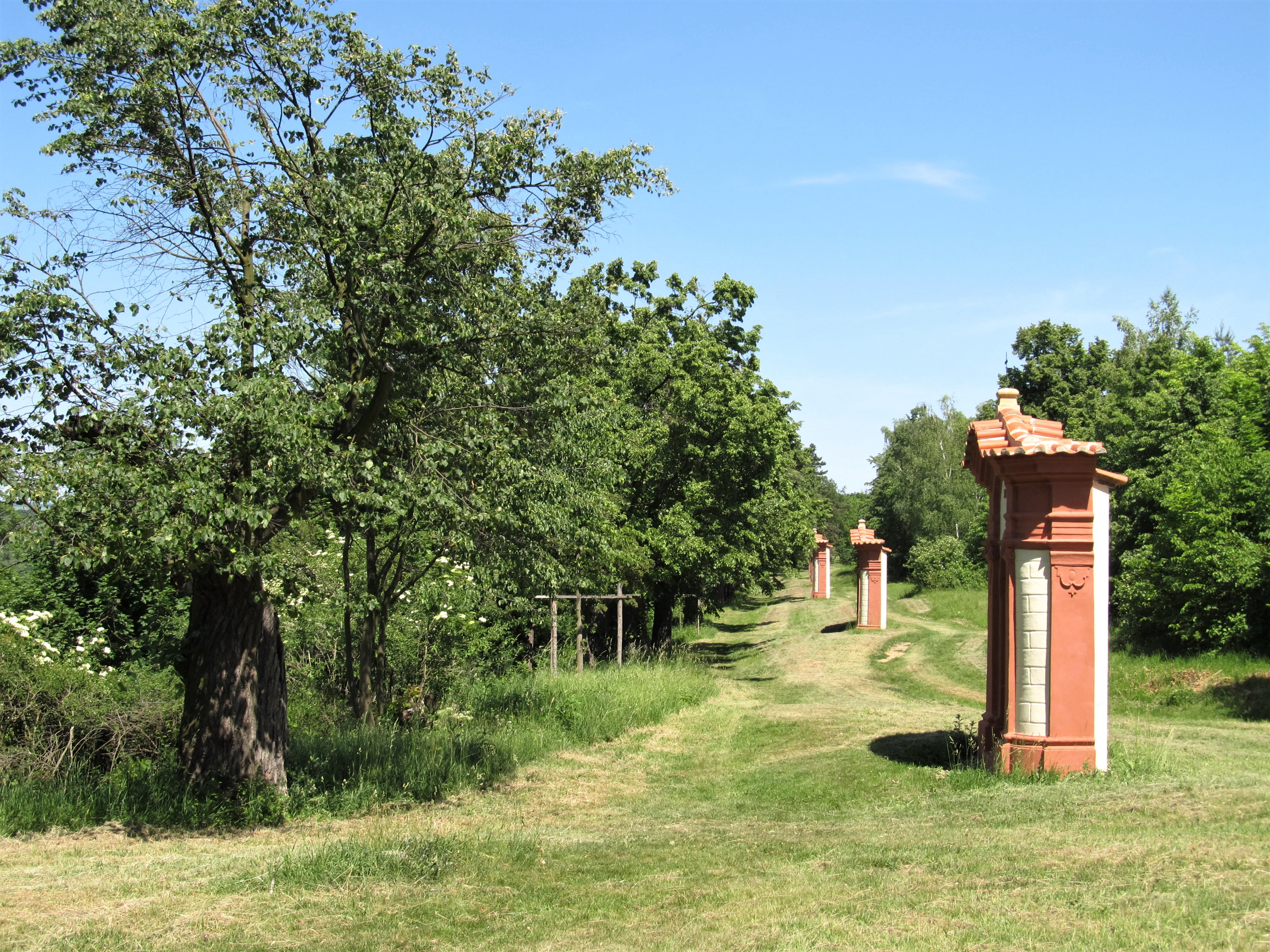
Křížová cesta vedoucí od kostela svatého Havla ke kapli svatého Ducha
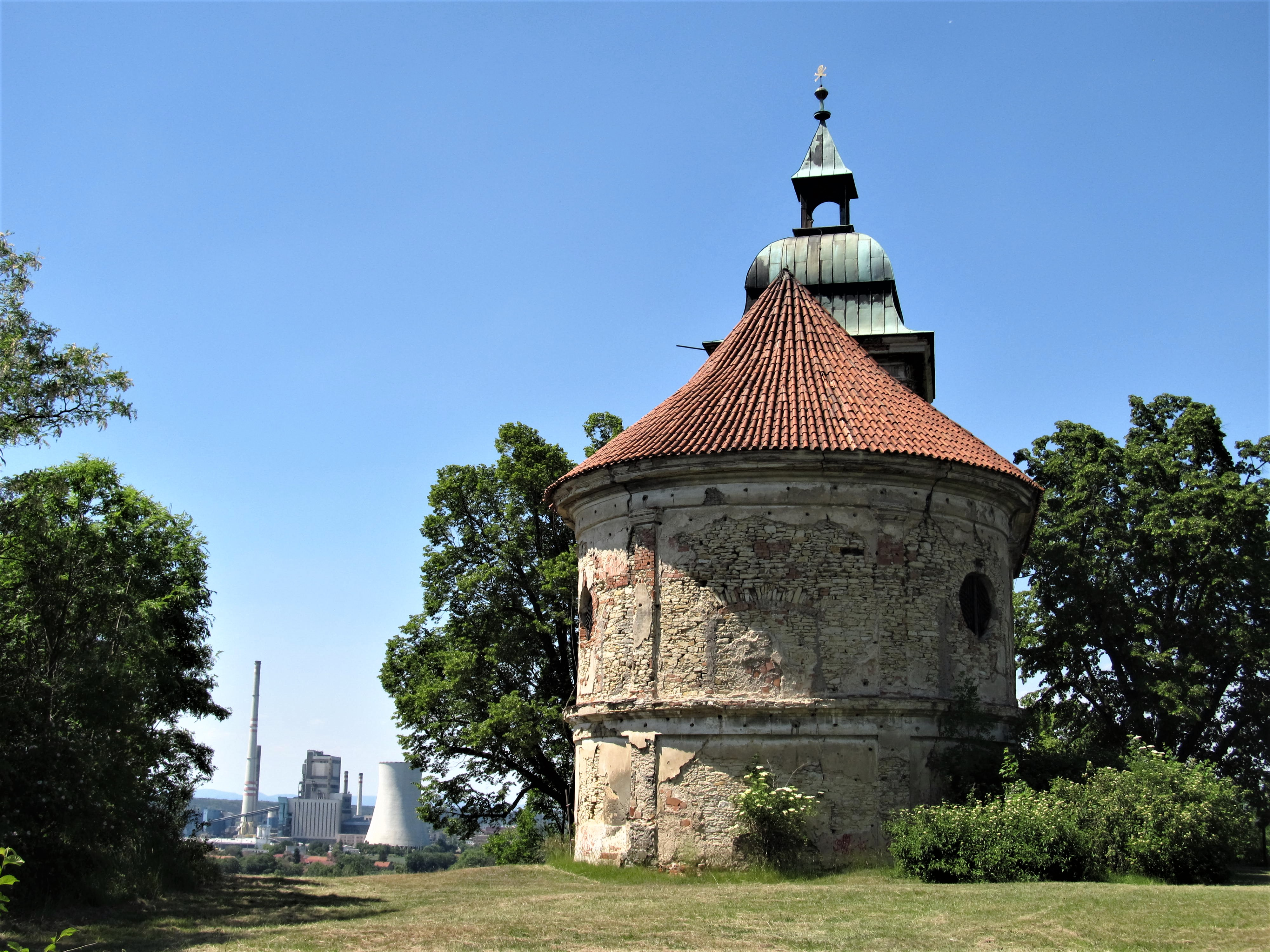
Zadní část kaple s presbytářem, vlevo v pozadí tepelná elektrárna v Mělníku
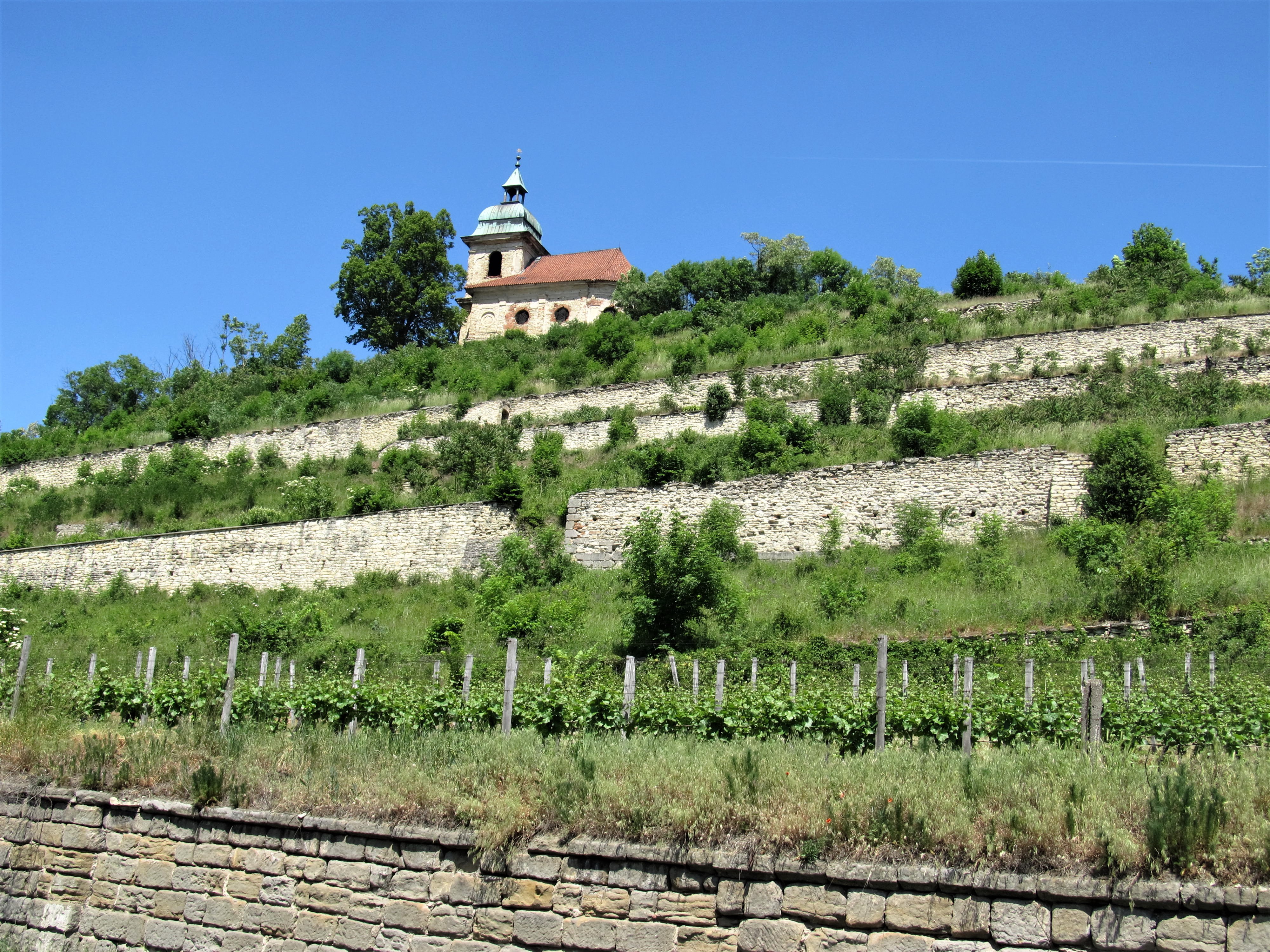
Pohled od Labe z Pražské ulice
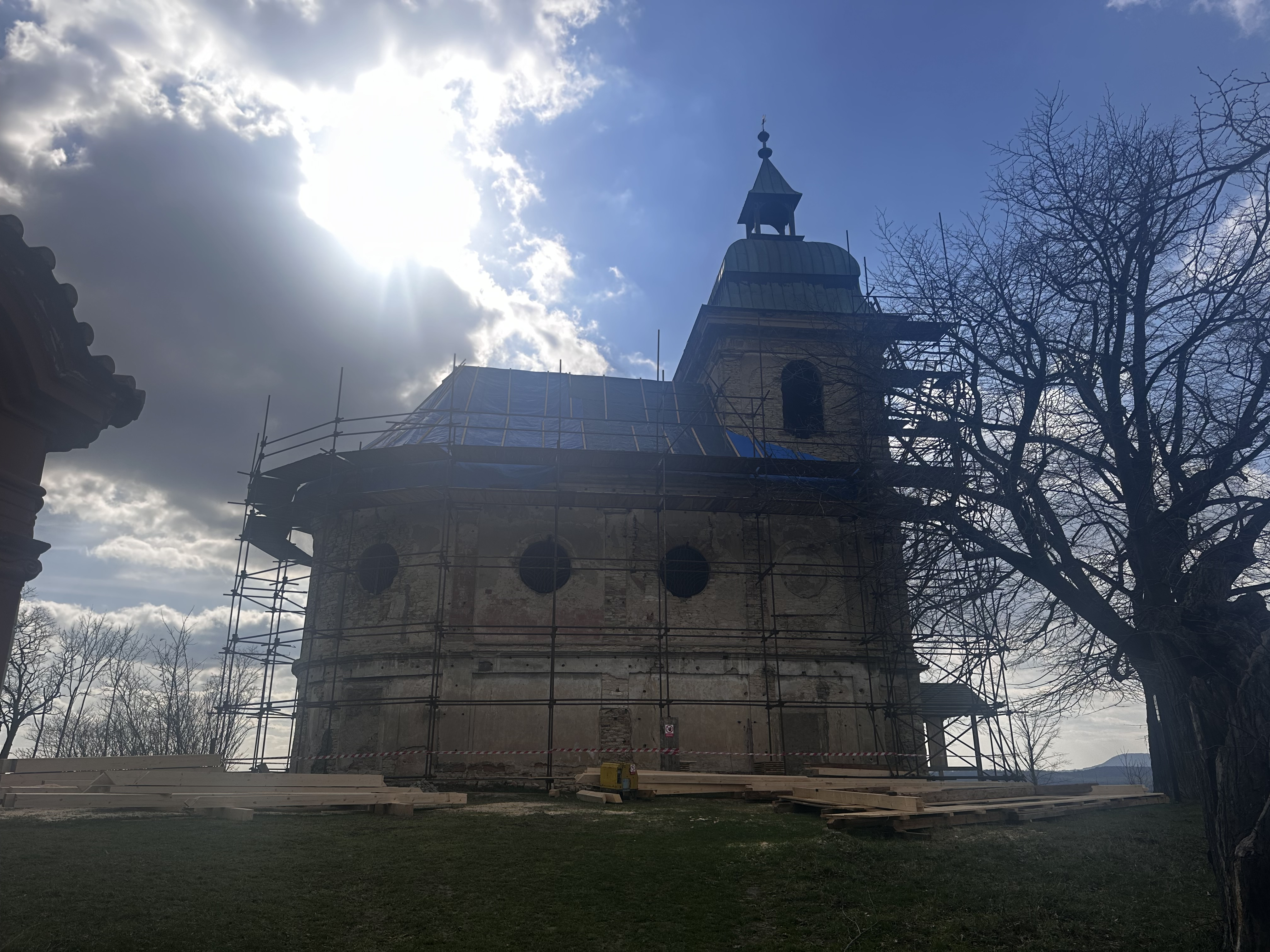
Kaple v roce 2024

## Osoby angažované v záchraně kaple
- František Homolka
- Miroslav Jan Šantin
- Jan Trejbal